# Gene DiNovi
Gene DiNovi (eigentlich Eugene Salvatore Patrick DiNovi, * 26. Mai 1928 in Brooklyn, New York City) ist ein amerikanischer Jazz-Pianist und Komponist.

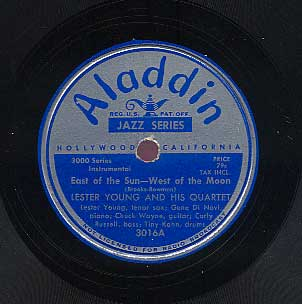
Lester Young: „East of the Sun (and West of the Moon)“, 78er der Aladdin-Session mit Gene DiNovi, Chuck Wayne, Curly Russell und Tiny Kahn vom 29. Dezember 1947

Gene DiNovi arbeitete schon als Dreizehnjähriger in der Band von Henry Jerome, als Jugendlicher ab Mitte der 1940er Jahre mit Boyd Raeburn, Stan Hasselgård, Buddy DeFranco, Dodo Marmarosa, Chico O’Farrill; er spielte dann um 1945 in Joe Marsalas Band, 1947 trat er mit Chuck Wayne im New Yorker Jazzclub Three Deuces auf und begleitete zusammen mit Wayne, Curly Russell und Tiny Kahn den Saxophonisten Lester Young (erschienen auf The Complete Aladdin Sessions). 1948 spielte er in der kurzlebigen Band von Benny Goodman mit Fats Navarro und Wardell Gray (Stealin’ Apples). Außerdem wirkte er in dieser Zeit an Aufnahmen von Brew Moore und Aaron Sachs mit.
Anfang der 1950er Jahre ging DiNovi nach Los Angeles und arbeitete dort als Begleitmusiker für Peggy Lee und Tony Bennett, 1955 bis 1963 für Lena Horne, außerdem für Dinah Shore und Carmen McRae. Während dieser Arbeit in den Studios studierte er Klavier und Komposition. Für Lena Horne schrieb er ein Arrangement über Harold Arlens „Out of This World“; die Sängerin führte ihn schließlich in die Musik von Billy Strayhorn ein.
1972 ließ er sich in Toronto nieder und arbeitete nun vorwiegend als Solist und Interpret des Repertoires von Strayhorn und Duke Ellington sowie als Studiomusiker für kanadische Film- und Fernseh-Projekte. Anfang der 1980er Jahre nahm er mit dem Kornettisten Ruby Braff auf (The Canadian Sessions); 1984 arbeitete er mit dem kanadischen Klarinettisten James Campbell. 2002 trat er im Duo mit dem Bassisten Dave Young zur Feier von Duke Ellingtons Geburtstag in einem Montrealer Bistro auf, bei der das Album Plays Duke Ellington and Billy Strayhorn (Baldwin Street) mitgeschnitten wurde.
DiNovi betätigte sich auch als Komponist im Stil des Great American Songbook; gemeinsam mit Spence Maxwell schrieb er den von Peggy Lee interpretierten Song „I Can Hear the Music“, sowie den Titel „Summer Has Gone“ (mit Bill Comstock), den Doris Day 1964 aufnahm.
DiNovi schrieb weitere Songs zu den Texten von Bob Comstock und Johnny Mercer, mit dem er „Have a Heart“ schrieb, sowie „Brand New Day“. DiNovi komponierte außerdem „The Scandanavian Suite No. 1“, die 1958 für Roulette Records aufgenommen wurde, sowie ein „Divertimento in Blue“ (für Benny Goodman), eine „Hommage à Satie“ und verschiedenen weitere Werke der klassischen Musik.
DiNovi ist Vater der Filmproduzentin Denise DiNovi (* 1956). Er ist nicht zu verwechseln mit Eugene Dinovi, der mit Frank Zappa, u. a. bei Freak Out! arbeitete.
Seine Haupteinflüsse sind dem All Music Guide zufolge Teddy Wilson, Mel Powell und Ellis Larkins.

## Diskographische Hinweise
- Softly As I Leave You (1977, PediMega Records)
- Each Day Is Valentine's Day (1984, PediMega Records)
- Ruby & Gene Play George & Ira Gershwin (1984, PediMega Records) Duette mit Ruby Braff
- Precious Moment (1990, Marshmallow) mit Kohji Toyama (Bass) und Yukio Kimura (Schlagzeug)
- The Three Optimists at the Old Mill (Sackville, 2007)